# Wąpielsk
Wąpielsk is een dorp in het Poolse woiwodschap Koejavië-Pommeren, in het district Rypiński. De plaats maakt deel uit van de gemeente Wąpielsk.